# Diego Cadena
Diego Javier Cadena Ramírez (Valledupar, 7 de diciembre de 1981) es un  abogado y empresario colombiano. En agosto de 2025 fue condenado en primera estancia por el delito de soborno a testigos en relación al proceso que también condenó al expresidente Álvaro Uribe en el llamado Caso Uribe.
Cadena fue pieza clave en el Caso Uribe, por haber representado al expresidente Álvaro Uribe Vélez en diversas diligencias judiciales. También ha sido abogado del expresidente panameño Ricardo Martinelli y, previamente, era principalmente reconocido por ser abogado experto en temas de extradición y representar poderosos capos ante autoridades estadounidenses y europeas, como la DEA, el FBI, la Interpol, el Cuerpo Nacional de Policía de España y la Guardia Civil Española, entre otros.

## Biografía
Nacido en Valledupar (Cesar), creció en Tuluá (Valle del Cauca), donde estudió derecho en la Universidad Central del Valle (UCEVA).
Previo a ejercer la representación del expresidente Álvaro Uribe Vélez, el ejercicio profesional de Diego Cadena se destacaba por la gestión de casos de extradición de algunos de los más grandes capos del narcotráfico en Colombia, entre los que se encuentran Diego León Montoya Sánchez, alias "Don Diego”, quien llegó a ser el segundo hombre más buscados por el FBI; Juan Carlos Ramírez Abadía, alias "Chupeta"; Diego Fernando Murillo, alias Don Berna; Dairo Antonio Usuga David, alias "Otoniel”; Víctor Patiño Fómeque; Diego Pérez Henao, alias “Diego Rastrojo” entre otros.

## Caso Uribe
Diego Cadena es uno de los protagonistas y ejes centrales del Caso Uribe, nombre con el que la prensa ha bautizado a uno de los escándalos políticos y jurídicos más grandes de la historia reciente de Colombia. De las investigaciones que se adelantan en contra del expresidente, Diego Cadena ocupa los renglones escritos alrededor de la controversia suscitada a raíz de las declaraciones rendidas por Juan Guillermo Monsalve y Carlos Enrique Vélez y recaudadas por Cadena. En agosto de 2025 fue declarado culpable por el delito de soborno a testigos en actuación penal por el caso de Monsalve y declarado inocente por el caso de Carlos Enrique Vélez.
Ser abogado del expresidente Álvaro Uribe Vélez lo ha hecho blanco constante de videorreporteros y titulares de la prensa. Por ejemplo, es conocida su controversia con el reconocido periodista  Daniel Coronell, quien lo ha hecho un protagonista constante de sus columnas y videos de opinión.
Diego Cadena y el expresidente Álvaro Uribe se conocieron en 2017, cuando Cadena le manifestó haber recibido información de algunos exparamilitares presos en Estados Unidos y que pudieran tener testimonios favorables a su hermano Santiago Uribe Vélez. Teniendo en cuenta esto, el expresidente Álvaro Uribe le encomendó a Diego Cadena corroborar si dicha información era cierta.
Dentro de los testimonios recaudados se encuentran los de Juan Guillermo Monsalve y Carlos Enrique Vélez quienes en un inicio rindieron versiones favorables a Santiago Uribe Vélez, hermano del expresidente Uribe Vélez.

#### Representación del expresidente Álvaro Uribe Vélez[17]
Ha sido puesto en entredicho si el abogado Diego Cadena fungió o no como apoderado del expresidente. Sin embargo, esta discusión quedó saldada con las declaraciones realizadas en el curso del juicio por el expresidente Álvaro Uribe Vélez y por el exfiscal General de la Nación Néstor Humberto Martínez, quienes señalaron que Cadena había fungido como apoderado del expresidente en una reunión sostenida en el despacho del entonces Fiscal.
De igual manera, el mismo expresidente hizo énfasis en que Diego Cadena nunca fue un abogado en la sombra.
A pesar de esta relación profesional, las interceptaciones telefónicas entre Diego Cadena y su cliente el expresidente Álvaro Uribe Vélez fueron declaradas legales por la Corte Suprema de Justicia.

#### Testigo Juan Guillermo Monsalve
En el caso de Juan Guillermo Monsalve, este y su esposa acusaron a Cadena de haber presionado a Monsalve para que rindiera declaración favorable a Santiago Uribe Vélez, para ello presentaron un video grabado con un reloj de pulsera, en el que se logra ver a Cadena dialogando con Monsalve. Al respecto, la defensa alega que la Fiscalía General de la Nación editó el mencionado video para favorecer su tesis del caso. El 28 de julio de 2025, la jueza Sandra Heredia profirió sentencia en el Caso Uribe encontrando culpable de varios delitos al señor Álvaro Uribe Vélez. En agosto de 2025 Cadena fue hallado culpable de soborno a testigo en el caso de Monsalve.

#### Testigo Carlos Enrique Vélez
Carlos Enrique Vélez en un inicio accedió a rendir testimonio favorable al expresidente Álvaro Uribe Vélez, sin embargo, posteriormente cambió su versión y acusó a Diego Cadena de haberle ofrecido dinero a cambio de declarar. En el curso del proceso Cadena ha aceptado haber auxiliado a Carlos Enrique Vélez y haberle suministrado viáticos, todo por solicitud del mismo Carlos Enrique Vélez, pero como una ayuda humanitaria. Esta investigación y juicio aún se encuentran en curso. 
Por los hechos antes referidos, el expresidente Álvaro Uribe Vélez fue reseñado y detenido preventivamente por instrucción de la Corte Suprema de Justicia.
Esta medida perdió vigencia cuando el expresidente renunció a su escaño como Senador y su caso pasó a conocimiento de la Fiscalía General de la Nación, quedando en libertad por no haberse realizado una audiencia de imputación. Por su parte Diego Cadena recobró la libertad por vencimiento de términos, en la actualidad el proceso continúa en investigación y juicio por parte de las autoridades con ambos implicados en libertad. En la actualidad este caso se encuentra aún abierto sin sentencia definitiva.

### Alegato de persecución política
En reiteradas ocasiones, tanto el expresidente Álvaro Uribe Vélez  como Diego Cadena, han aseverado que el juicio que se adelanta en su contra tiene motivaciones políticas más que jurídicas.

Esta afirmación ha sido reiterada por el Grupo Libertad y Democracia del cual hacen parte relevantes figuras políticas de Iberoamérica como Mauricio Macri, Mariano Rajoy y Miguel Ángel Rodríguez. Mediante un comunicado del 21 de mayo de 2024 establecieron lo siguiente:
“Es paradójico que el Grupo de Puebla pretenda, precisamente desde Bogotá, desviar las investigaciones de la justicia colombiana. Se observa, de la misma manera, cómo el expresidente de Colombia, Álvaro Uribe Vélez, es víctima de un proceso de supina debilidad probatoria en el cual, en repetidas ocasiones, el ente acusador pidió la preclusión”.
Sin embargo, esta posición no ha quedado solo en comunicados de prensa, pues el pasado 19 de abril de 2024, el Centro Democrático, partido político fundado por el expresidente Álvaro Uribe Vélez, anunció que solicitaría una vigilancia especial ante la Comisión Interamericana de Derechos Humanos, con el objeto de que se garantice la separación de poderes institucionales en Colombia.

### Alegato de grabaciones ilegales
De igual manera, existió controversia sobre las grabaciones realizadas a las comunicaciones sostenidas entre el expresidente Álvaro Uribe Vélez y Diego Cadena, quien fuera su abogado, pues estos alegaban que mediante dicho procedimiento se afectó el privilegio de confidencialidad existente entre el abogado y su cliente. 
Esta decisión fue zanjada cuando la Corte Suprema de Justicia estableció en enero de 2024, que estas interceptaciones fueron legales y serían valoradas en el juicio respectivo.

En el año 2025, y durante el desarrollo del juicio tanto del expresidente Álvaro Uribe Vélez, como el de Diego Cadena, el Consejo de la Abogacía Europea (CCBE) emitió un comunicado dirigido al presidente Gustavo Petro en el que señaló que durante el juicio el abogado Cadena, ha sido víctima de criminalización y hostigamiento judicial:
“Se reporta que los procesos penales en su contra han estado marcados por serias violaciones al derecho de defensa y al debido proceso, incluyendo el uso de pruebas obtenidas ilegalmente, como la interceptación y divulgación pública de comunicaciones confidenciales entre abogado y cliente, en contravención tanto de las leyes colombianas como de los estándares internacionales.”, indicó el presidente del Consejo, Thierry Wickers, en el texto enviado al presidente.